# Тропные гормоны
Тропные гормоны, или тропины – гормоны, вырабатываемые передней долей гипофиза. Синтез и секреция тропных гормонов гипофиза осуществляется под контролем гипоталамуса и вырабатываемых им гипоталамических нейрогормонов. Тропные гормоны регулируют действие желез внутренней секреции (щитовидной железы, надпочечников, гонад) и таким образом значимо влияют на основные процессы жизнедеятельности организма. Избыток или недостаток тропных гормонов становится причиной многих заболеваний.
К тропным гормонам относятся:
- адренокортикотропный гормон
- тиреотропный гормон
- фолликулостимулирующий гормон
- лютеинизирующий гормон
- хорионический гонадотропный гормон
- соматотропный гормон
- пролактин
- меланоцитстимулирующий гормон
- липотропные гормоны

β-эндорфин и мет-энкефалин, также производимые передней долей гипофиза, не относят к тропным гормонам.